# Haus Fritze

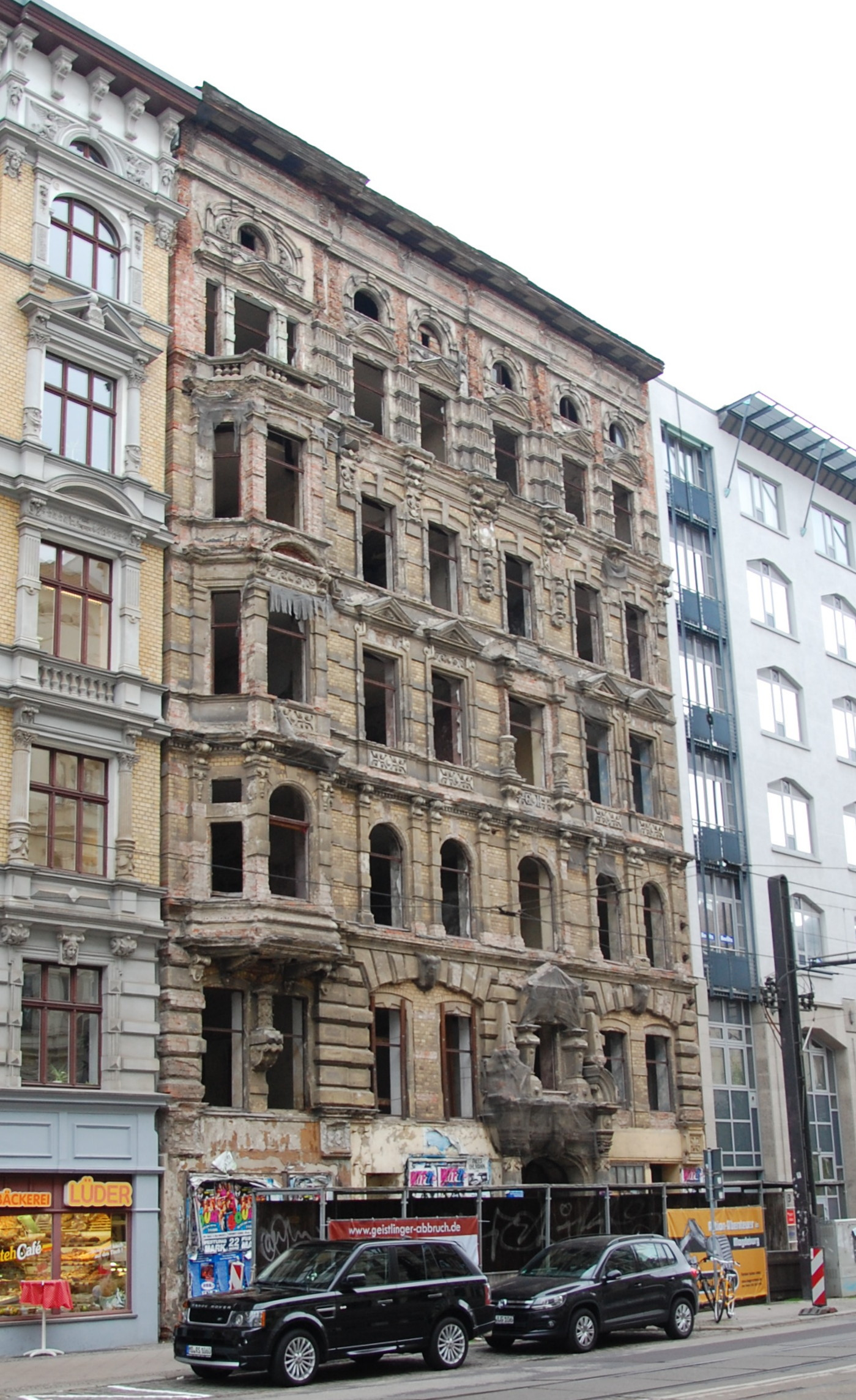
Haus Sternstraße 2 im April 2014

Das Haus Fritze war ein denkmalgeschütztes Gebäude in Magdeburg in Sachsen-Anhalt.

## Lage
Es befand sich im südlichen Teil der Magdeburger Altstadt unmittelbar südlich des Hasselbachplatzes an der Adresse Sternstraße 2. Südlich grenzte das erhaltene, gleichfalls denkmalgeschützte Haus Sternstraße 3 an. Das Gebäude gehörte zum Denkmalbereich Südliches Stadtzentrum und dem denkmalgeschützten Straßenzug Sternstraße 2–11, 28–34. Im Magdeburger Denkmalverzeichnis war es unter der Nummer 094 82852 als Wohnhaus eingetragen.

## Architektur und Geschichte
Das Gebäude wurde im Jahr 1885 durch den Maurer- und Zimmermeister Heinrich Gose für F. Fritze errichtet. Es verfügte über sechseinhalb Geschosse. Die Fassade war üppig mit Putzbändern und Pilastern verziert. Oberhalb der Fenster befanden sich Giebel. Im Erdgeschoss war die Fassade rustiziert. Es bestand ein Mezzaningeschoss, das mit Lünettenfenstern versehen war. Das darüber befindliche Traufgesims war mit Ornamenten versehen. Der Hauseingang war als mit einem Giebel gekrönten Stufenportikus gestaltet.
Die an der Südseite der Fassade befindliche linke äußere Achse verfügte über einen sich über drei Geschosse erstreckenden polygonalen Erker.
Das Gebäude galt als wichtiger Bestandteil des bis dahin noch komplett erhaltenen gründerzeitlichen Straßenzuges. Nach langem Leerstand erfolgte dann im April und Mai 2014 der Abriss des Hauses. Die bündnisgrünen Stadträte Sören Herbst und Olaf Meister wandten sich gegen den Abriss und forderten als letzten Ausweg eine Übernahme und Sanierung des Baudenkmals durch die Stadt. Der Vorstoß wurde vom Stadtrat am 24. April 2014 abgelehnt.